# Analyse ABC
L'analyse ABC est une méthode de classification découlant du principe de Pareto.
Elle est fréquemment utilisée dans le domaine de l'analyse des stocks.

## Enjeux
Elle permet la définition des catégories de produits qui nécessiteront la mise en place de processus et modes de contrôle distincts.
L'analyse ABC permet également d'identifier les articles ayant un impact important sur une valeur globale (de stock, de vente, de coût…).

## Calcul
Exemple applicable à la gestion de stock :
1. "Classe A" : les produits de cette classe représentent généralement 80 % de la valeur totale de stock et 20 % du nombre total d'articles. C'est sur ce point que la méthode de classification ABC est l'héritière du principe de Pareto ;
2. "Classe B" : les articles représentent généralement 15 % de la valeur totale de stock et 30 % du nombre total d'articles ;
3. "Classe C " : les articles représentent généralement 5 % de la valeur totale de stock et 50 % du nombre total d'articles.

On peut donc faire 3 conclusions :
1. La classe A doit être suivie avec un maximum d'attention et de rigueur car c'est elle qui fait vivre l'"entreprise" ;
2. La classe B doit être suivie avec une certaine préoccupation car elle représente les produits stars soit en phase de maturation soit en phase de déclin. Il faut donc clarifier les produits de cette classe afin d'adopter la bonne solution ;
3. La classe C doit être suivie du coin de l’œil car elle représente les produits en phase de lancement ou en déclin. Pour les produits en phase de lancement, il faut tenter d'assurer leur maturation.